# Achim Hill
Achim Hill (ur. 1 kwietnia 1935 w Berlinie, zm. 4 sierpnia 2015 tamże) – niemiecki wioślarz reprezentujący NRD i Wspólną Reprezentację Niemiec, dwukrotny medalista olimpijski.

## Kariera sportowa
Wystąpił na igrzyskach olimpijskich w Rzymie w 1960, gdzie zdobył srebrny medal w jedynkach. W wyścigu finałowym wyprzedził go tylko Wiaczesław Iwanow z ZSRR, a trzecie miejsce zajął Polak Teodor Kocerka. Srebrny medal wywalczył także na rozgrywanych cztery lata później igrzyskach olimpijskich w Tokio. Tym razem uplasował się za Iwanowem, a przed Gottfriedem Kottmannem ze Szwajcarii. Brał też udział, już jako reprezentant Niemieckiej Republiki Demokratycznej, w igrzyskach olimpijskich w Meksyku w 1968, gdzie rywalizację w jedynkach ukończył na piątej pozycji. 
Na mistrzostwach Europy w Vichy w 1967 wywalczył złoty medal, wyprzedzając Iwanowa i Holendra Jana Wienese. Rok wcześniej startował na mistrzostwach świata w Bledzie, gdzie zajął czwarte miejsce. Walkę o medal przegrał z Jochenem Meißnerem z RFN.
W latach 1959-1960 i 1962-1967 zostawał mistrzem NRD w tej konkurencji. Był mistrzem tego kraju również w dwójce bez sternika (1957) i dwójce podwójnej (1959, 1960). 
Ukończył inżynierię w Dreźnie i po zakończeniu kariery sportowej pracował w tym zawodzie. W 1973 ożenił się wioślarką Giselą Jäger. 